# Јуриј Скуратов
Јуриј Иљич Скуратов (рус. Ю́рий Ильи́ч Скура́тов; Улан Уде, 3. јул 1952) руски је правник и бивши политичар.

## Биографија
Скуратов је рођен у Улан Удеу. Од 1995. до 1999. године био је генерални тужилац Русије. У фебруару 1999. открио је постојање ФИМАЦО-а 
Подржан ревизијом финансијских и економских активности Канцеларије Генералног тужиоца Русије коју је истраживао Николај Јемељанов  (рус. Николай Емельянов),  Скуратов је предводио истрагу о корупцији против бившег вршиоца дужности генералног тужиоца Русије Алексеја Иљушенка (рус. Алексей Николаевич Ильюшенко) и његовог пријатељ Пет Јанчева (рус. Петр Янчев). Иљушенко је био приморан да поднесе оставку 8. октобра 1995. због оптужнице на 97 томова текста, која укључује крађу 25 милиона тона руске нафте вредности 2,7 милијарди рубаља, од компаније Balcar Trading (рус. СП Балкар-Трейдинг ) која је формирана у Балашихи и била је једна од највећих руских трговаца нафтом почетком и средином 1990-их и у конкуренцији са интересима Бориса Березовског. БАМ-Кредит ( рус. банк «БАМ-кредит» ), који је имао рачуне Балкар Традинг, био је доминантни финансијер ископавања злата у областима Икркутсак и Магадан. Због швајцарске кривичне истраге, женевски истражитељ С. Еспозито замрзнуо је швајцарске рачуне швајцарског огранка Балкар Трејдинг-а, који је 28. јуна 1994. године основана лажна компанија у власништву обе његове супруге Татјане Владимировне Иљушенко (рус. Татьяна Владимировна Ильюшенко), који је такође био адвокат Балкарске банке (рус. "Балкар-банка"), и Пјотр Головинов (рус. Петр Головинов) који је био Јанчевова десна рука и организовао кретање страних средстава Балкар Традинга, БАМ-Цредита и Руског дома Селенга (РДС) (рус. АОЗТ «Русский Дом Селенга» (РДС) швајцарској фирми „Balcar Trading Sari“. Дана 1. новембра 1996. године, оптужница тужиоца у Женеви потврдила је замрзавање рачуне у Швајцарској и Иљушенко је био притворен у претпретресном затвору током наредне две године. Међутим, 11. маја 2001. ове оптужбе против Алексеја Иљушенка и његовог пријатеља Петра Јанчева (рус. Петр Янчев), који је био на челу Balkar Trading, одбацио је Владимир Устинов.
Крајем 1990-их, Скуратов и Карла Дел Понте са Филипеом Туровером који је обезбедио доказе, истраживали су корупцију у коју су умешани високи руски званичници. Раније су и италијански и немачки порески службеници започели истраге о корумпираним руским званичницима. Фелипе Туровер Чудинов, виши обавештајац у дирекцији за спољне обавештајне послове КГБ-а, тврди да је 15 милијарди долара средстава ММФ-а пребачено преко Швајцарске, Лихтенштајна и карипских земаља као непријављен готов новац или обшчак за подршку операцијама и компанијама које су пријатељске спрам Кремља.
У априлу 1999. тадашњи шеф ФСБ-а Владимир Путин и министар унутрашњих послова Сергеј Степашин одржали су телевизијску конференцију за штампу на којој су разговарали о видео снимку који су и Михаил Швидкој и Михаил Лесин пристали да објаве и који је емитован широм земље 17. марта на државном каналу РТР који је приказивао голог човека веома сличног Скуратову, у кревету са две младе жене. Овај видео је објављен након што је истраживао бројне корумпиране званичнике, укључујући Александра Мамута и Павела Бородина и Владимира Путина и почео је да испитује оптужбе за корупцију председника Бориса Јељцина и његових сарадника: видео је наводно служио за компромитовање Скуратова. Он је отпуштен само неколико дана пре другог претреса власника Мабетека, албанског бизнисмена Беџета Пацолија, који је повезан у текућој истрази о прању новца која је почела 1992. у Берну, у коју су били укључени Пацоли и званични Јакутија (рус. Якутия). Они су се бавили златом и дијамантима, посебно градоначелник Јакутска Павел Павлович Бородин који је био Путинов човек за пренос имовине председничког одељења за управљање имовином на ДОО предузећа и заједничка предузећа током почетка 1997. године.
Почетком 2000. Филипе Туровер је из своје швајцарске резиденције послао поруке московским тужиоцима „Спреман сам да причам о Путину. Увек твој Туровер." Руски тужилац Руслан Тамаев (рус. Руслан Тамаев) водио је руску истрагу о Мабетеку која је окончана када су његова полубраћа Хасан и Хусеин оптужени за илегално поседовање дроге и оружја, а он је потом уклоњен из истраге. Неколико месеци касније оптужбе против његове полубраће су одбачене.
У априлу 2000. године, Скуратов је отпуштен са места главног тужиоца након што је одслужио суспензију због оптуживања највиших званичника за корупцију.

## Председничка кампања 2000
Скуратов се 2000. године кандидовао на председничким изборима у Русији.
Скуратовова кампања је углавном приказивала рекламе које су имале за циљ да поправе штету коју је његовој репутацији нанео видео снимак који је објављен 1999. Ове рекламе су га приказивале као пристојног породичног човека и верног мужа који је био жртва „лажи“ и „измишљотина“.
У ограниченом покривању које му је додељено, руски медији су га третирали као периферног председничког кандита.